# Gordana Kuić
Gordana Kuić (in serbo Гордана Куић?; Belgrado, 29 agosto 1942 – Belgrado, 13 gennaio 2023) è stata una scrittrice serba, nota in particolare per il suo primo romanzo del 1986, L'odore della pioggia nei Balcani. Ha vinto vari premi di letteratura.

## Biografia
Kuić è nata nell'agosto 1942 a Belgrado, figlia di Metodije Kuić, un serbo di Mostar, e Blanka Levi, un'ebrea sefardita di una povera famiglia di Sarajevo. Si è laureata in lingua e letteratura inglese presso la Facoltà di Filologia dell'Università di Belgrado e l'Hunter College di New York. Ha lavorato come consulente di lingua inglese presso l'ambasciata americana a Belgrado, come consulente presso AYUSA International a Belgrado, nonché responsabile di lingua inglese nell'Europa orientale e per gli aiuti umanitari alle ex repubbliche jugoslave presso la Soros Foundation di New York. Ha vissuto e lavorato a Belgrado.
Il suo lavoro è stato ispirato principalmente dalla madre Blanka Levi e dalle sue zie, come Laura Papo Bohoreta, a cui ha dedicato due romanzi. Kuić è meglio conosciuta per il suo primo romanzo The Scent of Rain in the Balkans, un successo inaspettato inizialmente pubblicato con l'imprimatur della comunità ebraica a Belgrado nel 1986. Il libro è stato successivamente adattato in un balletto, uno spettacolo teatrale e una serie televisiva.
Kuić è morta nel 13 gennaio 2023, all'età di 80 anni.

## Le opere

### L'odore della pioggia nei Balcani (Miris kiše na Balkanu)
Come primo romanzo scritto, è il motore dei libri successivi. È stato scritto sulla base della memoria della madre di Gordana, Blanka Levi, sugli eventi nella famiglia dei discendenti di ebrei sefarditi nei Balcani a Sarajevo, nel periodo dal 1914 fino al 1944. Pubblicato per la prima volta nel 1986.

### Fioritura del tiglio nei Balcani (Cvat lipe na Balkanu)
È la continuazione ella storia del primo romanzo; segue quindi il destino della famiglia, ora per lo più a Belgrado, nel periodo successivo alla seconda guerra mondiale fino al 1965. Scritto in un momento in cui era un argomento delicato, parla del crollo della classe media dopo la guerra e dell'instaurazione del regime comunista.

### Tramonto nei Balcani (Smiraj dana na Balkanu)
Scritto per completare la storia familiare e chiudere la trilogia, con una triste vicenda su un triangolo amoroso. L'azione si svolge all'inizio delle guerre causate dalla disgregazione della Jugoslavia, come la fine della storia dei Salom e dei Korac e la fine della storia della vita di Vera Korać.

### Fantasmi sui Balcani (Duhovi nad Balkanom)
Il romanzo rappresenta il collegamento tra la trilogia precedente e la seconda, attraverso le dichiarazioni dei personaggi principali e seguendo le storie di vita dei nuovi personaggi. La trama è ambientata nel XV secolo, il tempo dell'Inquisizione, della persecuzione degli ebrei a partire dalla Spagna, la scoperta della vera identità e origine, toccando l'idea della purezza del sangue.

### La leggenda di Luna Levi (Legenda o Luni Levi)
Il romanzo segue gli ebrei che si spostano da Barcellona sull'ultima nave per Istanbul il 31 luglio 1492, quindi  verso l'Impero ottomano, dove si stabilì la maggior parte degli ebrei sefarditi dopo essere stati espulsi solo perché il sultano Bayezid II li ricevette e con quella scelta si assicurò la classe media (i mercanti, gli artigiani, i fabbricanti, i tipografi) che mancava all'impero. Dopo il personaggio principale Luna e il suo prescelto Marko Orlović, alias Orla-Paša, la trama si sposta con loro nella Repubblica di Ragusa.

### Il racconto di Benjamin Baruch (Bajka o Benjaminu Baruhu)
È qui che inizia la trama del romanzo successivo sull'erborista di Travnik, Benjamin Baruch, un guaritore e benefattore confuso e intricato che nella seconda metà del XVII secolo si muove tra Ragusa, Travnik, Sarajevo e Belgrado. La storia di quell'erborista fu trascritta nel 1942 da Laura Levi, Bohoreta, primogenita della famiglia Salom (dal primo romanzo, L'odore della pioggia nei Balcani), lasciandola come racconto di famiglia ai suoi figli, che crede torneranno dal campo di concentramento di Jasenovac dove li hanno portati gli ustascia.

### Ballata di Bohoreta (Balada o Bohoreti)
Il romanzo segue la giovinezza e la maturazione di una donna eccezionale che, in un'epoca in cui le donne in genere, e ancor meno sefardite, non lavoravano, tra la fine dell'Ottocento e l'inizio del Novecento fu affascinata dalla scrittura di opere teatrali, canzoni e racconti dell'eredità sefardita, suscitando polemiche sulla stampa ebraica dell'epoca. In definitiva la donna rappresentò un modello per tutte le giovani donne progressiste di Sarajevo. L'azione si svolge a Istanbul, Sarajevo e Parigi, e termina a ridosso della prima guerra mondiale quando Gorena Kuić inizia il primo romanzo, L'odore della pioggia nei Balcani.

## Opere

### Romanzi
- Il profumo della pioggia nei Balcani (Miris kiše na Balkanu)
- Il fiore del tiglio nei Balcani (Cvat lipe na Balkanu)
- Crepuscolo nei Balcani (Smiraj dana na Balkanu)
- Fantasmi sui Balcani (Duhovi nad Balkanom)
- La leggenda di Luna Levi (Legenda o Luni Levi)
- La favola di Benjamin Baruh (Bajka o Benjaminu Baruhu)
- La ballata di Bohoreta (Balada o Bohoreti)

### Altri lavori
- Resti (Preostale priče) - (33 storie)
- Dall'altra parte della notte  (S druge strane noći) - (17 racconti)

### Cinema, teatro e tv
- Serie televisiva registrata (tredici puntate) tratta dal romanzo "Il fiore di tiglio nei Balcani". Produttore: RTS, Direttore: Ivan Stefanović
- Serie TV registrata tratta dal romanzo "L'odore della pioggia nei Balcani". Produttori: RTS e Cinema Design, Regia: Ljubiša Samardžić
- Un film tratto dal romanzo "L'odore della pioggia nei Balcani". È stata scritta anche la sceneggiatura del film "Smiraj dana na Balkan".
- Drammatizzato da Nebojša Romčević, lo spettacolo  "L'odore della pioggia nei Balcani" è stato presentato in anteprima a Belgrado il 12 aprile 2009 in Madlenianum.
- "L'odore della pioggia nei Balcani - balletto su Rika" ha debuttato a Sarajevo nel 1992 e a Belgrado lo stesso anno al BEMUS.